# قائمة حيتانيات القطب الشمالي
هذه قائمة حيتانيات المنطقة القطبية الشمالية.

## الحيتانيات
- بالينات[1]

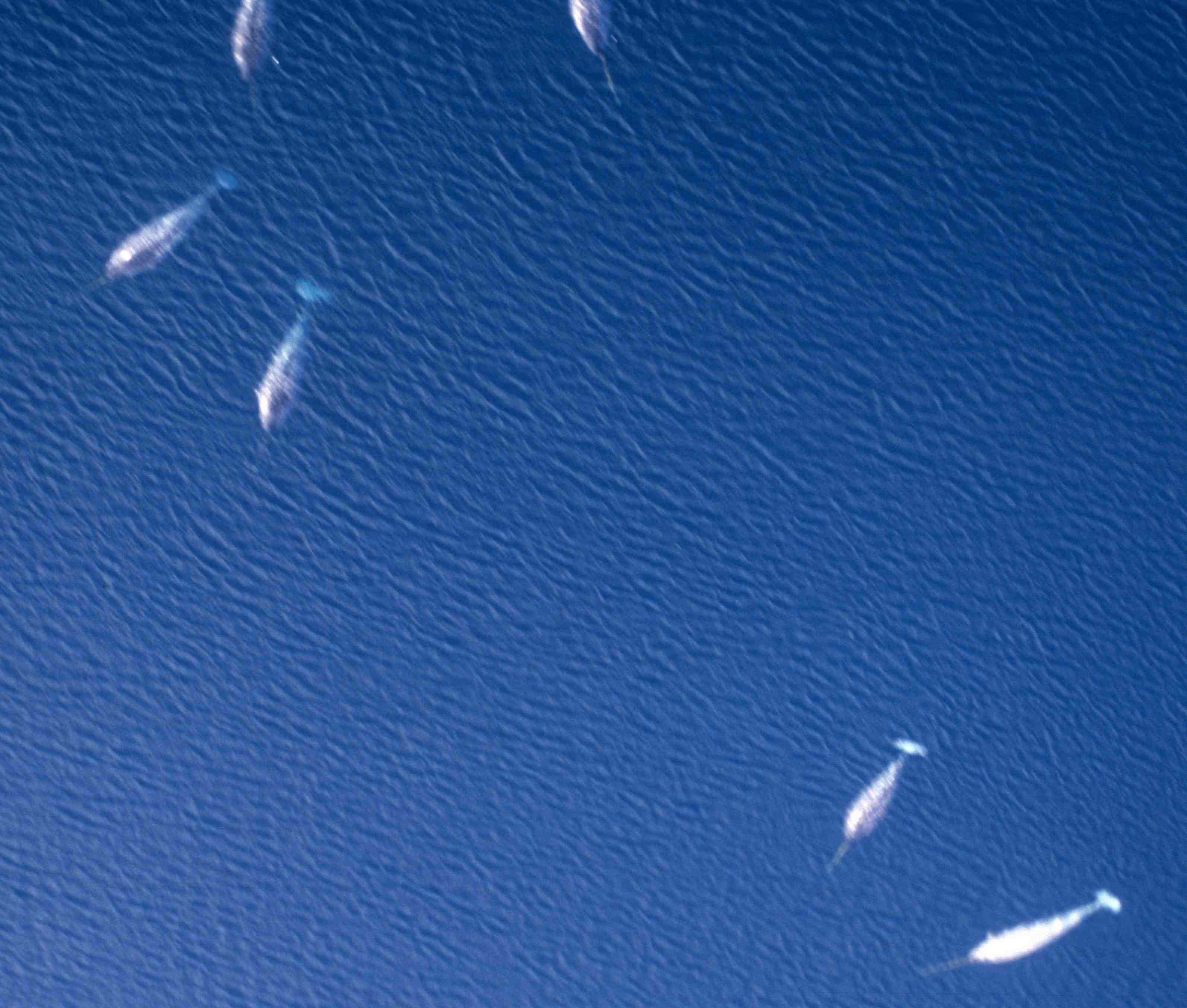
حريش البحر

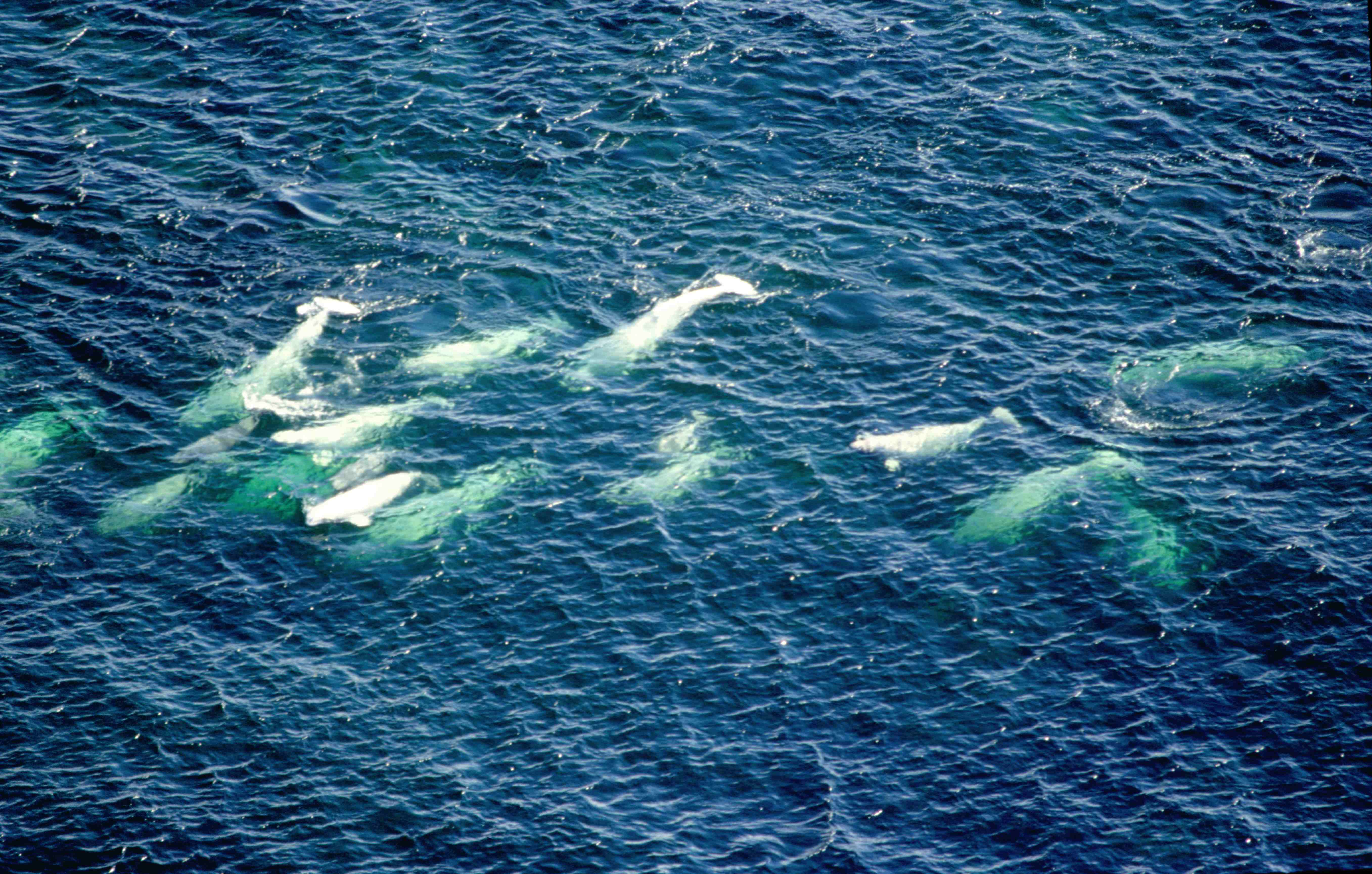
حيتان بيضاء

  - حوت مقوس الرأس (ᐊᕐᕕᖅ, arviq) Balaena mysticetus[2][3]
- هراكلة[1]
  - حوت زعنفي Balaenoptera physalus[4]
  - حوت ساي Balaenoptera borealis[5]
  - حوت أزرق (ᐊᕐᕕᖅ ᓂᐊᖁᕐᓗᖕᓂᖅᓴᖅ, ᐃᐸᒃ, arviq niaqurlungniqsaq, ipak) Balaenoptera musculus[3][6]
  - حوت المنك الشائع Balaenoptera acutorostrata[7]
  - جمل البحر Megaptera novaeangliae[8]
- دلفين محيطي[1]
  - حوت قاتل (ᐋᕐᓗ, ᐊᕐᓗᒃ, ᐋᕐᓗᒃ, aarlu, arluk, aarluk) Orcinus orca[3][9]
  - حوت مرشد طويل الزعانف[10]
  - دلفين أطلسي أبيض الجنب (aarluarsuk)[11]
  - دلفين أبيض المنقار[12]
- أحادية السن[1]
  - حريش البحر (ᑑᒑᓕᒃ, tuugaalik, ᕿᓚᓗᒐᖅ ᑑᒑᓕᒃ, qilalugaq tuugaalik) Monodon monoceros[3][13]
  - حوت أبيض (ᕿᓇᓗᒐᖅ, qilalugaq; Бөлүүгэ) Delphinapterus leucas[3][14]
    - حوت أبيض كمبرلاند ساوند [الإنجليزية][15][16]
- حيتان بالينية
  - حوت رمادي صلب[17]
- خنازير بحرية[1]
  - خنزير البحر المألوف Phocoena phocoena (niisa)[18]
- حيتان العنبر[1]
  - حوت العنبر (ᑭᒍᑎᓕᒃ, kigutilik) Physeter macrocephalus[3][19]
- حوت منقاري[1]
  - الحوت قنيني الخطم الشمالي Hyperoodon ampullatus[20]